# 楚 (姓)
楚（そ）は、漢姓の一つ。

## 中国の姓
楚（そ）は、中華圏の姓。『百家姓』の459番目。2020年の中華人民共和国の統計では人数順の上位100姓に入っておらず、台湾の2018年の統計では351番目に多い姓で、414人がいる。

### 著名な人物
- 楚衍（中国語版） - 北宋の暦算家。崇天暦を作った。
- 楚金玲 - 中華人民共和国の女子バレーボール選手。

### 架空の人物
- 楚留香 - 台湾の武侠小説シリーズの主人公。

## 朝鮮の姓
楚（そ、チョ、朝: 초 ）は、朝鮮人の姓の一つである。  

### 氏族
星州楚氏は中国系の帰化氏姓として巴陵郡（揚子江流域）の巴陵楚氏とも言う。始祖の楚海昌は本来明の翰林学士であった。朝鮮仁祖の時の明が亡びて清国が勃興すると亡命して来て忠義将軍星山伯に封ざれて、慶尚北道星州に居住した。後日彼の息子楚寿命が清が派遣した刺客を避けて、明からの亡命者がいる村を尋ねて咸鏡道明川に隠遁、そこから子孫が栄えたという。 
| 氏族（地域） | 創始者 | 人数（2015年） |
| ------------ | ------ | -------------- |
| 明川楚氏     |        | 6              |
| 星州楚氏     |        | 66             |
| 霊山楚氏     |        | 19             |
| 中原楚氏     |        | 61             |
| 漢陽楚氏     |        | 28             |

### 人口と割合
1930年国勢調査当時に総58世帯の中45世帯が咸北明川（40世帯）を含めて鏡城・吉州・茂山などに集中分布されていた。
| 年度   | 人口  | 世帯数 | 順位         | 割合 |
| ------ | ----- | ------ | ------------ | ---- |
| 1930年 |       | 58世帯 |              |      |
| 1960年 | 103人 |        | 258姓中194位 |      |
| 1985年 | 232人 | 47世帯 | 274姓中204位 |      |
| 2000年 |       |        |              |      |
| 2015年 | 200人 |        |              |      |